# Recinte fortificat de Llupià
El Recinte fortificat de Llupià és un recinte medieval d'estil romànic del segle xi que envolta la vila medieval del poble de Llupià, a la comarca del Rosselló, a la Catalunya del Nord.
Està situat a l'entorn de l'antiga cellera de Llupià.

## Història
El primer esment documental de Llupià apareix en una carta relacionada amb el Cartulari de Cuixà. Data del 953, en una donació al monestir de Cuixà, on Eldebrand feia donació dels seus alous en terres de Lupianum. En donacions posteriors, foren els monestirs de Sant Pere de Rodes (965), Santa Maria d'Arles (967), altre cop Cuixà (primer quart del segle xi) i Sant Martí de Canigó (1007) els beneficiats de béns a Llupià.
Des del 1091 apareix una família cognominada de Llupià: Berenguer de Llupià n'és el primer documentat. Aquesta família apareix ara sota el domini del vescomtat de Castellnou, adés sota el del comtat de Besalú. Al segle xiv els Llupià es van fer amb el domini de Bages, i mantingueren la baronia de Llupià i Vilarmilà, que encara fou engrandida amb la baronia de Castellnou.

## Les restes del recinte
Trenta metres a migjorn de l'església es conserven dos panys de paret, amb una alçada de fins a 6 metres, i amb una llargària de 30 i 18 metres, respectivament, que formen angle i clouen, actualment, el pati de l'escola. Estan fetes de pedres i còdols arrenglerats, amb fragments en opus spicatum. Tot i que l'espai de l'antiga cellera ja devia estar organitzat abans de l'any 1000, aquests fragments de muralla fan pensar en una obra del segle xiii.